# Sofía Varela
Sofía Varela Espinoza (* 28. März 1998 in San Carlos, Provinz Alajuela) ist eine costa-ricanische Fußballspielerin.

## Karriere

### Vereine
Sie startete ihre Karriere im Jahr 2018 bei Saprissa FF und war dort bis 2022 aktiv. Im Juli 2022 wechselte sie dann schließlich nach Mexiko, wo sie für den Club Santos Laguna spielte. Seit dem Sommer 2023 ist sie nun wieder zurück bei Saprissa.

### Nationalmannschaft
Mit der costa-ricanischen U17 nahm sie an der Weltmeisterschaft 2014 teil. Ein paar Monate später war sie dann auch mit der U20 bei deren Weltmeisterschaft im selben Jahr. Einige Jahre später nahm sie mit dieser Mannschaft dann auch nochmal an der CONCACAF Meisterschaft 2018 teil.
Ihr erstes bekanntes Spiel für die A-Nationalmannschaft hatte sie am 29. Juli 2019 bei den Panamerikanischen Spielen bei einem 3:1-Sieg über Panama. Hier stand sie in der Startelf und wurde in der 86. Minute für María Paula Salas ausgewechselt. Danach folgten in den nächsten Jahren noch weitere Freundschaftsspiele und Einsätze bei Einladungsturnieren.
Am 8. Juli 2023 wurde sie für den Kader der Weltmeisterschaft 2023 nominiert.